# El Rincón, Chiconamel
El Rincón är en ort i Mexiko.   Den ligger i kommunen Chiconamel och delstaten Veracruz, i den sydöstra delen av landet, 210 km norr om huvudstaden Mexico City. El Rincón ligger 96 meter över havet och antalet invånare är 118.
Terrängen runt El Rincón är platt åt nordost, men åt sydväst är den kuperad. Runt El Rincón är det ganska tätbefolkat, med 129 invånare per kvadratkilometer. Närmaste större samhälle är Huejutla de Reyes, 19,4 km sydost om El Rincón. Omgivningarna runt El Rincón är en mosaik av jordbruksmark och naturlig växtlighet.